# معصوم أباد (غرغان)
معصوم أباد (بالفارسية: معصوم‌آباد) هي قرية تقع في غلستان في إيران. يقدر عدد سكانها بـ 997 نسمة .